# João Goulart
João Goulart, brazilski politik, * 1. marec 1918, São Borja, Brazilija, † 6. december 1976, Argentina.
Goulart je bil podpredsednik Brazilije (1955–1961) in predsednik Brazilije (1961–1964).